# Вікшань (станція)
Вікша́нь, також — Вікша́ни (рум. Gára Vicșáni) — передаточна прикордонна проміжна станція Румунських залізниць (рум. Căile Ferate Române, CFR) на лінії Чернівці — Вадул-Сірет — Сучава між зупинними пунктами Багринівка (5 км) та Яз (6 км).
Розташована у селі Вікшань комуни Мушеніца повіту Сучава (Румунія).
На станції діє пункт контролю на кордоні з Україною Вікшань — Вадул-Сірет. Відстань до державного кордону — 4 км.

## Пасажирське сполучення
На станції зупиняються усі пасажирські потяги для проходження прикордонного та митного контролю. 
З 13 грудня 2015 року «Укрзалізниця» призначила щоденні україно-румунські поїзди Вадул-Сірет — Бухарест та Вадул-Сірет — Сучава.
З 12 червня по 9 вересня 2018 року через станцію прямував пасажирський потяг формування Білоруської залізниці № 451/452 Мінськ — Варна.
| Пасажирські потяги далекого сполучення по станції Вікшань | Пасажирські потяги далекого сполучення по станції Вікшань | Пасажирські потяги далекого сполучення по станції Вікшань |
| №                                                         | Маршрут сполучення                                        | Періодичність курсування                                  |
| --------------------------------------------------------- | --------------------------------------------------------- | --------------------------------------------------------- |
| 117 безпересадковий вагон «Буковина»                      | Київ — Бухарест                                           | 1 раз на тиждень                                          |
| 380 безпересадковий вагон «Буковина»                      | Бухарест — Київ                                           | 1 раз на тиждень                                          |
| 380                                                       | Бухарест — Вадул-Сірет                                    | Щоденно                                                   |
| 381                                                       | Вадул-Сірет — Бухарест                                    | Щоденно                                                   |
| 1384                                                      | Сучава — Вадул-Сірет                                      | Щоденно                                                   |
| 1385                                                      | Вадул-Сірет — Сучава                                      | Щоденно                                                   |
| 1004                                                      | Варна — Мінськ                                            | У літній період, по числам                                |
| 1004 безпересадковий вагон                                | Варна — Київ                                              | У літній період, по числам                                |
| 451                                                       | Мінськ — Варна                                            | У літній період, по числам                                |
| 49 безпересадковий вагон                                  | Київ — Варна                                              | У літній період, по числам                                |

## Галерея

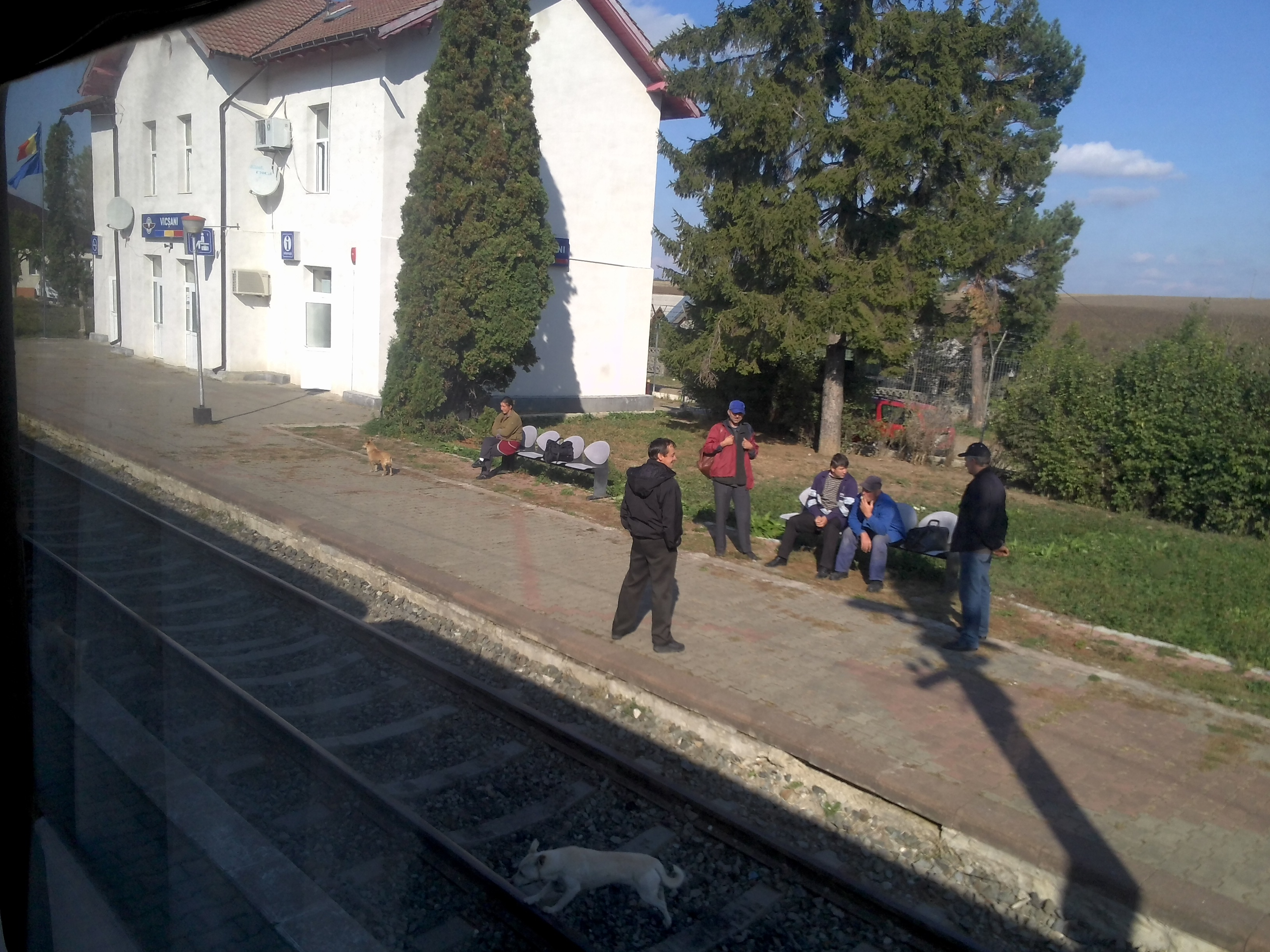
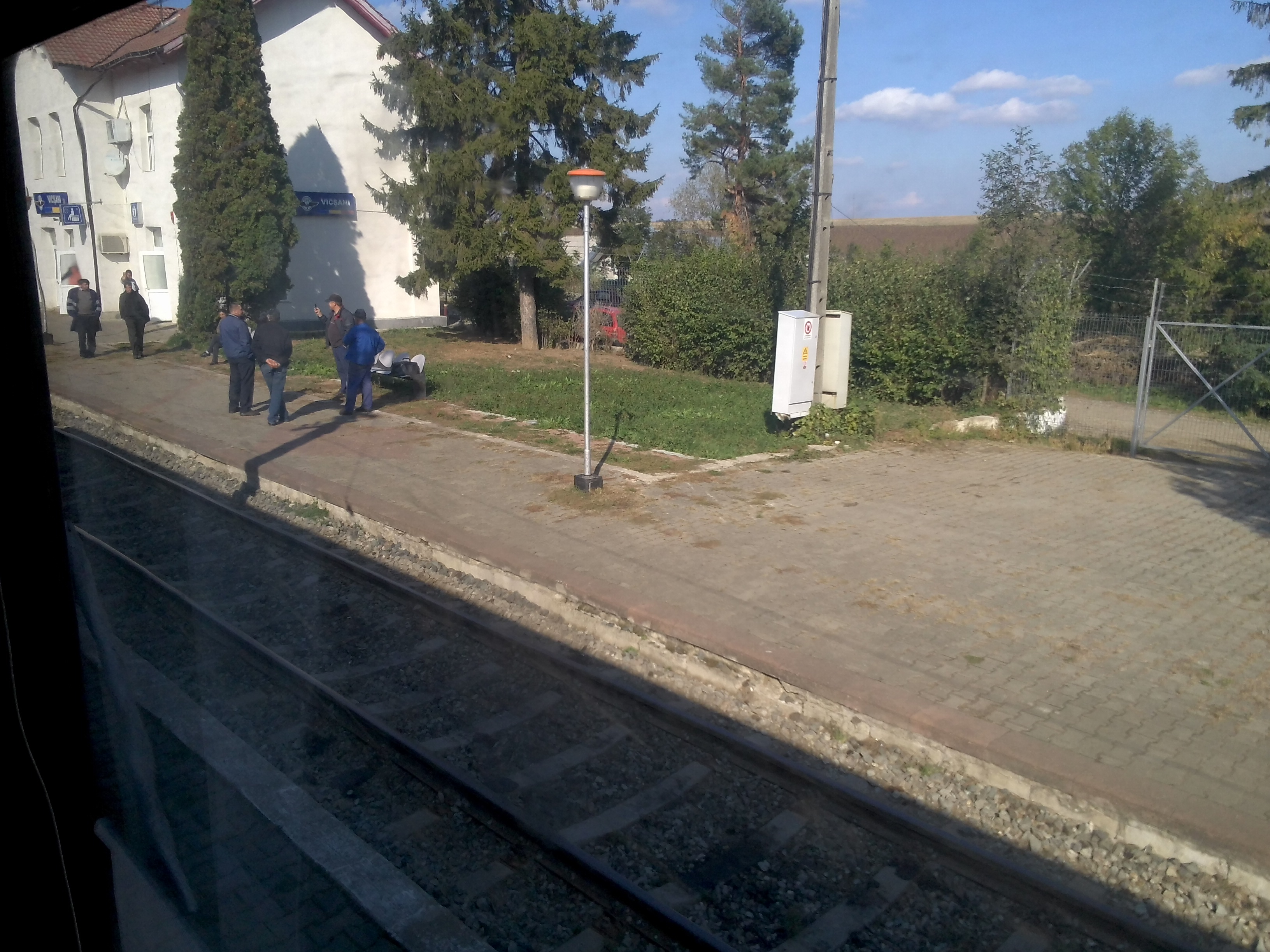